# Mälarvarvet

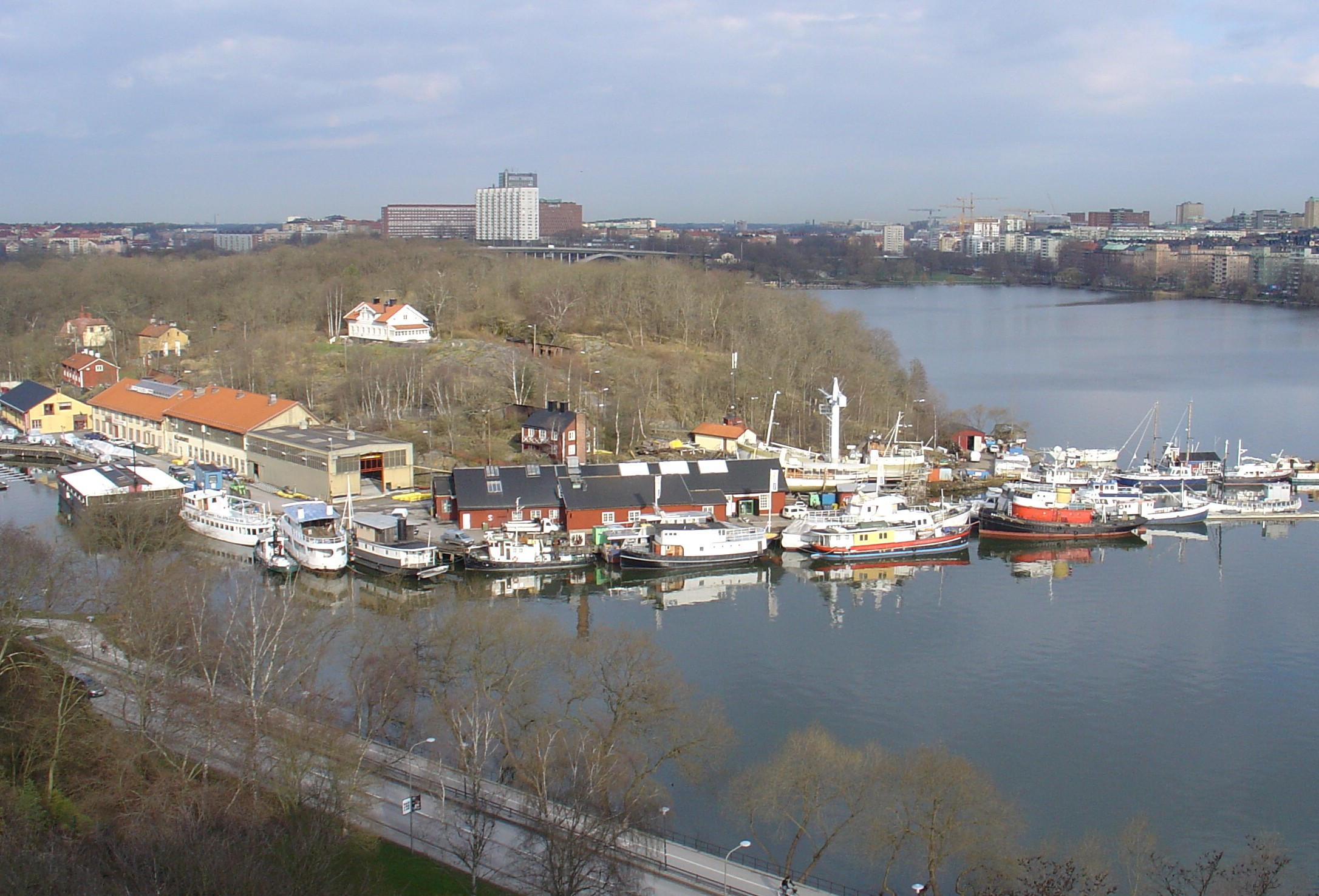
Mälarvarvet 2008.

Mälarvarvet även Långholmsvarvet är ett varv på Långholmen sydöstra sida i Stockholm. Varvet har anor tillbaka till 1680-talet. År 1985 firade man 300-årsjubileum. 1998 startade Mälarvarvet Stålbyggnad i den genuina varvsmiljön på östra Långholmen. I mars 2007 försattes Mälarvarvet Stålbyggnad i konkurs och en industriepok i centrala Stockholm gick därmed i graven.

## Historik

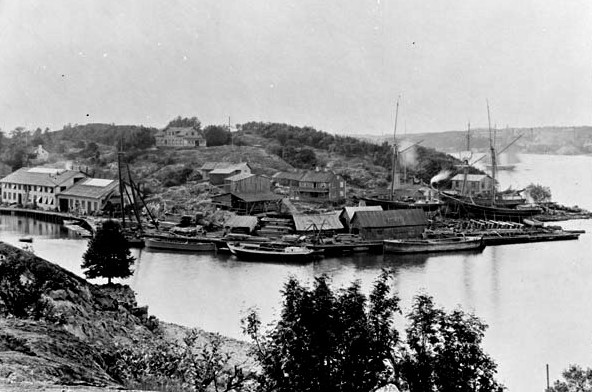
Mälarvarvet 1898.

Mälarvarvet var ett av de stora varven i Stockholm under 1800-talets första hälft. Det största var Stockholms stora skeppsvarv vid Tegelviken på Södermalm och så fanns Stockholms örlogsvarv och Djurgårdsvarvet på Södra Djurgården.
Redan år 1685 avsattes ett område som varvsplats till ett skutskepparvarv. Hur verksamheten där bedrivits känner man inte till innan handelsmannen och entreprenören Öhrn år 1743 övertog platsen mot arrende. Öhrn använde där både manlig och kvinnlig fångarbetskraft. De intagna engagerades i Örns olika företag som gällde hela Stockholm, till exempel då Öhrn 1760 slöt kontrakt med stadens myndigheter om Stockholms renhållning.
Större omfång fick verksamheten vid varvet först sedan företaget år 1827 inköpts av fabrikören Salomon Ludvig Lamm (1786–1857), som bodde tvärs över Pålsundet i Heleneborgs malmgård. Tidigare hade endast mindre båtar kunnat byggas och repareras där. Lamm anlade en upphalningsbädd, på vilken fartyg kunde dras upp och repareras utan att deras maskiner först lyfts ur, en anordning som förmodligen varit den första i sitt slag i Sverige. Mälarvarvet hade efter Lamm flera privata ägare men befinner sig nu i Stockholms stads ägo. Ett udda uppdrag som varvet utförde 1977 var tillverkningen av förstärkningsbalkar till renoveringen av Djurgårdsbron i Stockholm.

## Se även

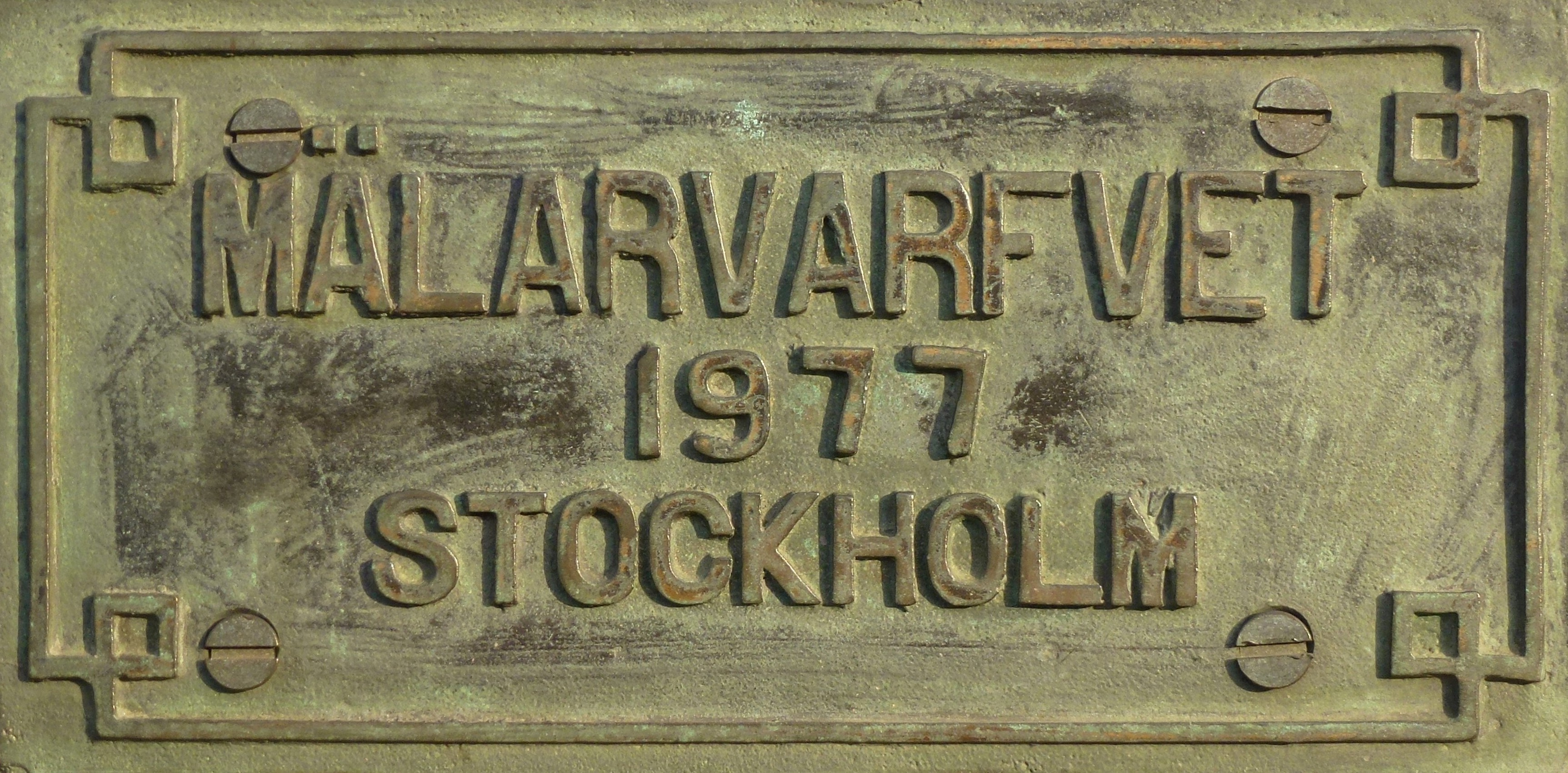
Varvets skylt på Djurgårdsbron.